# Contigny
Contigny is een gemeente in het Franse departement Allier (regio Auvergne-Rhône-Alpes) en telt 559 inwoners (1999). De plaats maakt deel uit van het arrondissement Moulins.

## Geografie
De oppervlakte van Contigny bedraagt 18,1 km², de bevolkingsdichtheid is 30,9 inwoners per km².
De Sioule, een zijrivier van de Allier, stroomt door de gemeente. Die laatste rivier vormt de oostgrens van de gemeente.
De onderstaande kaart toont de ligging van Contigny met de belangrijkste infrastructuur en aangrenzende gemeenten.

## Demografie
Onderstaande figuur toont het verloop van het inwonertal (bron: INSEE-tellingen).
Vanwege een beveiligingsprobleem met de MediaWiki Graph-software is het momenteel niet mogelijk deze grafiek weer te geven. Zodra de software is bijgewerkt zal de grafiek vanzelf weer zichtbaar worden.